# Arboretul de castan comestibil de la Baia Mare
Arboretul de castan comestibil de la Baia Mare este o arie protejată de interes național ce corespunde categoriei a IV-a IUCN (rezervație naturală de tip forestier), situată în județul Maramureș, pe teritoriul administrativ al municipiulul Baia Mare. 

## Localizare
Aria naturală se află în partea nord-vestică a județului Maramureș (aproape de limita teritorială cu județul Satu Mare), în teritoriul nordic al municipiului Baia Mare, orașului Tăuții Măgherăuș și al localității Tăuții de Sus, la poalele sudice ale Munților Gutâi.

## Descriere

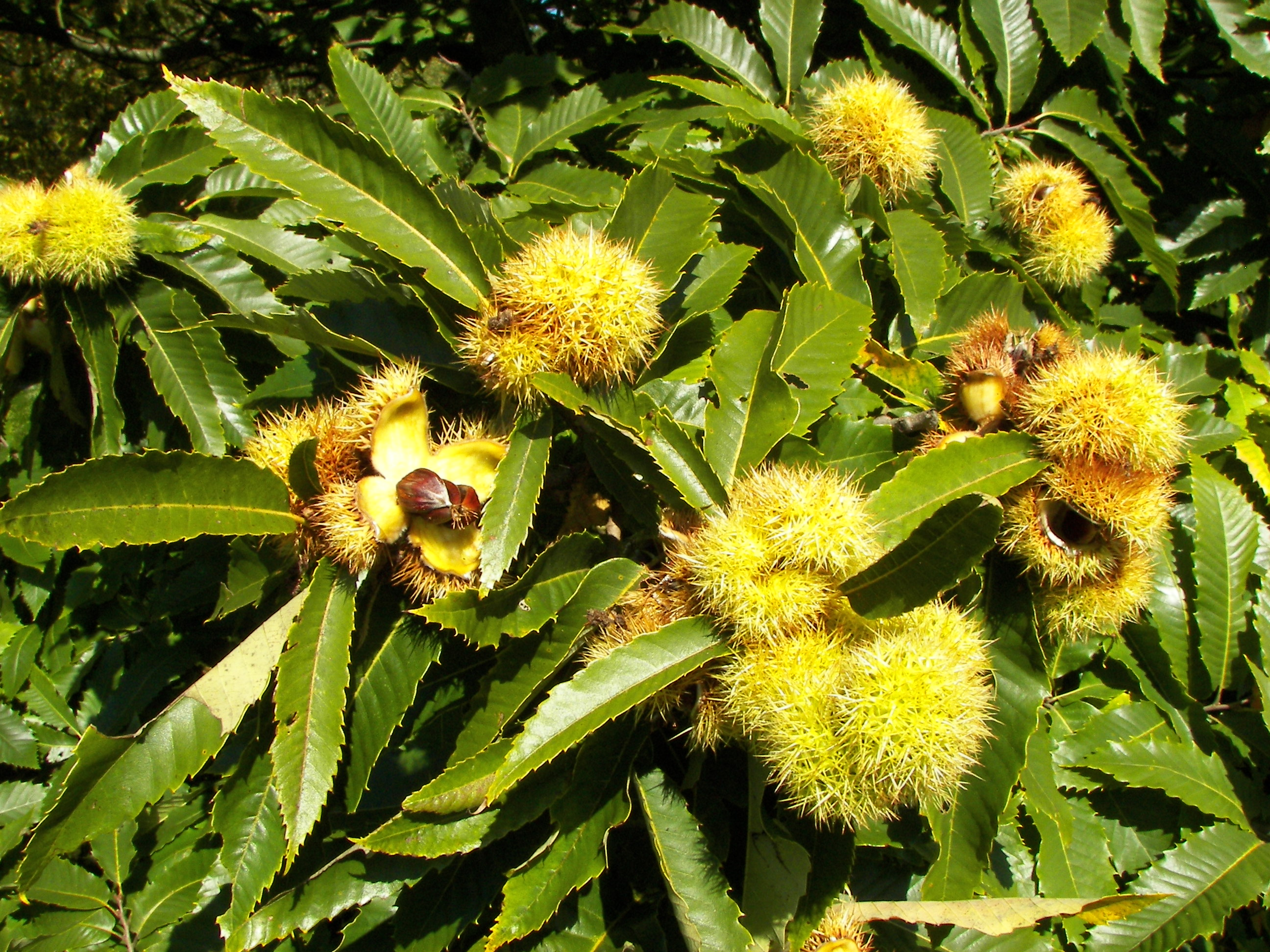
Castan comestibil (Castanea sativa)

Rezervația naturală declarată arie protejată prin Legea Nr. 5 din 6 martie 2000 publicată în Monitorul Oficial al României Nr. 152 din 12 aprilie 2000 (privind aprobarea planului de amenajare a teritoriului național - Secțiunea a III-a -  arii protejate) se întinde pe o suprafață de 500 hectare și se suprapune sitului Natura 2000 - Arboretele de castan comestibil de la Baia Mare.
Aria naturală situată în versantul sudic al Munților Igniș (o grupă muntoasă a Carpaților Maramureșului și Bucovinei, aparținând de lanțul muntos al Carpaților Orientali) reprezintă o zonă împădurită cu arboret de castan comestibil (Castanea sativa). Acesta vegetează în asociere cu specii de stejar (Quercus robur), gorun (Quercus petraea), carpen  (Carpinus betulus), paltin de munte (Acer pseudoplatanus), tei argintiu (Tilia tomentosa), cireș sălbatic (Cerasus avium) sau alun (Corylus avellana).
Aria protejată se suprapune sitului de importanță comunitară - Arboretele de castan comestibil de la Baia Mare, la baza desemnării căruia se află trei specii faunistice enumerate în anexa I-a a Directivei Consiliului European 92/43/CE din 21 mai 1992 (privind conservarea habitatelor naturale și a speciilor de faună și floră sălbatică) și aflate pe lista roșie a IUCN; astfel: ivorașul-cu-burta-galbenă, un amfibian din specia Bombina variegata și două specii de ortoptere: cosașul-de-munte-cu-picioare-roșii (Odontopodisma rubripes) și o lăcustă (Stenobothrus eurasius) endemică pentru această zonă.

## Atracții turistice
În vecinătatea rezervației naturale se află mai multe obiective de interes turistic (lăcașuri de cult, monumente istorice, arii protejate, zone naturale), astfel:

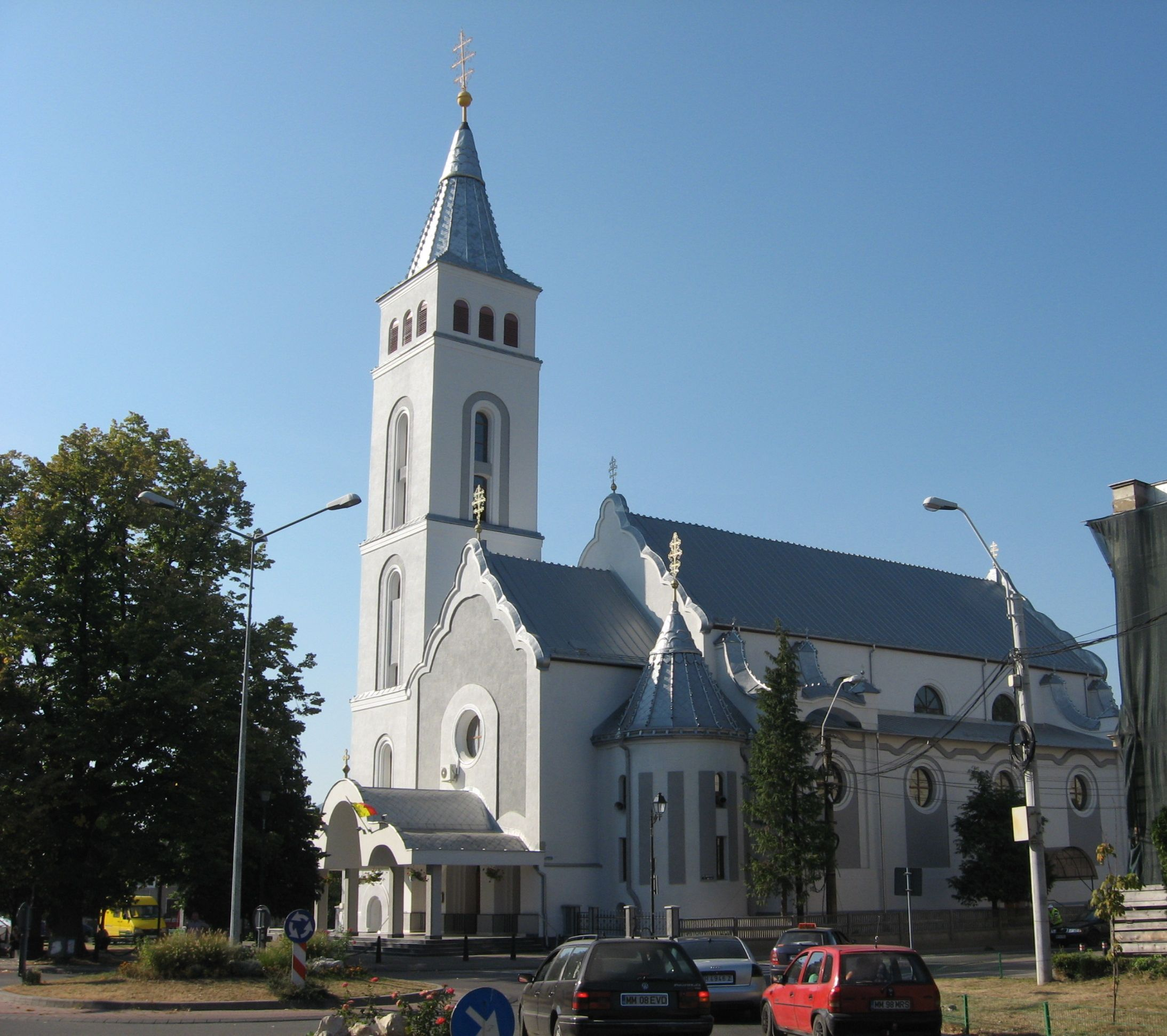
Catedrala Adormirea Maicii Domnului din Baia Mare

- Biserica romano-catolică "Tăierea Capului Sf. Ioan" din Tăuții de Sus, construcție secolul al XIV-lea, monument istoric.
- Biserica reformată din Tăuții Măgherăuș (construcție secolele al XIV-lea – al XV-lea), monument istoric
- Biserica "Sf. Anton" din Baia Mare, construcție 1402, monument istoric.
- Biserica romano-catolică "Sf. Lorinc" din Tăuții Măgherăuș, construcție 1875, monument istoric.
- Biserica de piatră "Sf. Apostoli Petru și Pavel" din Tăuții de Sus, construcție 1773, monument istoric
- Biserica ortodoxă cu hramul „Sfinții Arhangheli Mihail și Gavriil” (1885), monument istoric.
- Catedrala Adormirea Maicii Domnului din Baia Mare, lăcaș de cult construit de credincioșii greco-catolici din Baia Mare între anii 1905-1911, monument istoric.
- Turnul Ștefan din Baia Mare, o anexă a Catedralei "Sfântul Ștefan" ridicată de Iancu de Hunedoara, construcție în stil gotic, secolul al XV-lea, monument istoric.
- Casa Iancu de Hunedoara din Baia Mare ridicată în anul 1446, parte a vechiului castel medieval ridicat de Iancu pentru soția sa Elisabeta.
- Ariile naturale Mlaștinile Vlășinescu,  Tăul lui Dumitru și Rezervația fosiliferă Chiuzbaia .